# Giuseppe Fini (compositore)
(dai verbali del Consiglio di Reggenza della Cappella del SS.mo Sacramento di Urbino, 4 marzo 1932.)
Don Giuseppe Fini (Urbania, 17 ottobre 1877 – Urbania, 26 febbraio 1944) è stato un presbitero, compositore e organista italiano.

## Biografia
Don Giuseppe Fini, ultimo di dieci figli, nacque da una famiglia profondamente religiosa, che oltre lui diede alla chiesa urbaniese un altro sacerdote, don Benedetto Fini (1859-1932, Parroco della parrocchia rurale urbaniese di Santa Maria del Piano) ed una monaca clarissa, suor Chiara (al secolo Luigia Fini, 1863-1935, Badessa del Monastero urbaniese di Santa Chiara). All'interno della stessa famiglia, nelle due generazioni successive si possono annoverare addirittura altri quattro sacerdoti: mons. Alessandro Fini (1906-1994), mons. Luigi Fini (1909-1994), don Cesare Fini (1912-2005) e mons. Cristoforo Campana (1920-2006).
Don Giuseppe Fini compì i suoi studi letterari e teologici presso il Seminario "Barberini" di Urbania, al termine dei quali fu ordinato sacerdote (14 aprile 1900). Contestualmente all'ordinazione sacerdotale, don Giuseppe venne nominato Canonico della Cattedrale di Urbania, vedendosi assegnato il Canonicato vacante sotto il titolo di San Cristoforo.
Parallelamente agli studi ecclesiastici, don Giuseppe Fini compì anche quelli musicali, ottenendo le Licenze in Organo (1902) e in Musica sacra (1903) presso il Liceo Musicale "Rossini" di Pesaro, sotto la guida di Antonio Cicognani e di Pietro Mascagni, allora direttore dell'istituto pesarese.
Una volta ottenuti i titoli necessari per accedere alla carica, fedele alla promessa fatta anni prima al Capitolo del quale faceva parte, il 12 ottobre 1903 don Giuseppe Fini venne nominato Maestro di cappella della Cattedrale di Urbania.
Da allora mise tutto il suo impegno per l'applicazione del motu proprio "Inter Sollicitudines" del papa Pio X sulla musica sacra, andando a rinnovare radicalmente il repertorio della Cappella musicale affidata alle sue cure.
Oltre ai compiti musicali, don Giuseppe Fini si vide affidati anche gli incarichi di insegnante nel Seminario diocesano e di bibliotecario presso la Biblioteca Comunale di Urbania. Ebbe anche un breve impiego come insegnante presso l'Abbazia di Montecassino (1908).
Direttore e musicista apprezzatissimo, oltre che sacerdote profondamente stimato, estese la fama della Cappella musicale urbaniese fino alle città vicine, tanto che le esecuzioni musicali realizzate in Cattedrale ad Urbania richiamavano non solo i cittadini ma anche numerosi forestieri.
E non solo in patria don Giuseppe Fini ebbe modo di dimostrare la sua perizia in campo musicale: i suoi impegni concertistici lo spinsero infatti in varie parti d'Italia e fino a Buenos Aires, in Argentina (1912). Ebbe modo di esibirsi in varie occasioni sia come organista che come direttore d'orchestra, anche in produzioni di una certa rilevanza come l'oratorio "La Risurrezione di Lazzaro" di Perosi, eseguito ad Urbino nel 1913.
Nel 1925 fu nominato Maestro della prestigiosa Cappella del SS.mo Sacramento, all'epoca organismo musicale proprio della Basilica Cattedrale Metropolitana di Urbino, incarico da lui assolto con uguale successo e generale soddisfazione, portando anche questa Cappella ad un livello di eccellenza unanimemente riconosciuto, tanto che diverse persone non credenti si recavano in Cattedrale solo per ascoltare le esecuzioni musicali.
Don Giuseppe Fini rimase gravemente ferito nel bombardamento aereo che colpì la città di Urbania il 23 gennaio 1944, causando più di 250 vittime. La sua villetta, edificata di recente, fu colpita in pieno: rimasto sepolto sotto le macerie ma estratto vivo dopo poche ore, venne trasportato all'ospedale cittadino e da lì a quello di Urbino. Dopo alcuni giorni fece ritorno alla natìa Urbania, ospitato nella parrocchia rurale retta dal nipote mons. Alessandro Fini. Qui, dove aveva passato gli anni della giovinezza (prima di suo nipote la parrocchia era stata retta da suo fratello don Benedetto), don Giuseppe passò alcuni giorni piuttosto sereni. Ben presto però le sue ferite andarono in gangrena e lo condussero alla morte per setticemia.
Fini lascia un rilevante numero di composizioni (circa 80 numeri d'opus), tra cui oratori, messe, brani per coro a cappella e accompagnato, composizioni organistiche, tutto rigorosamente inedito. Musica di stampo prettamente "ceciliano" ma dotata, oltre che di una notevole perizia compositiva, anche di una singolare elaboratezza armonica e melodica.
In aggiunta alla produzione musicale, di don Giuseppe Fini restano anche il volume "I Maestri di Cappella della Cattedrale di Urbania" (ed. Psalterium, Roma 1935) ed il bellissimo elogio funebre di mons. Domenico Bartolomei (edito a cura del Clero urbaniese, 1938), oltre ad alcuni scritti inediti di carattere storico.